# Bidevind
Bidevind er skibsterminologi og angiver en vindretning i forhold til skibet. (Ordet stammer fra hollandsk bij de wind, hvor de er den bestemte artikel.)
Sejlene på et sejlskib er sådan indrettet, at man kan få fremdrift næsten uanset hvor vinden kommer fra. Det er dog ikke muligt i direkte modvind. Bidevind er det tætteste man kan sejle på modvind, typisk 30-45 grader, med moderne lystbåde, og 55'-66' med fladbundede både og de store gamle sejlskibe.
Bidevind udtales med hårdt d og tryk på vind.